# Mario Said Silvera
Mario Said Silvera (Durazno, 8 de octubre de 1945) es un escritor uruguayo radicado en Argentina.

## Biografía
Se radicó en Buenos Aires a principios de la década del 70 escribiendo allí la gran mayoría de su producción. Escribe también colaboraciones para periódicos como La Vanguardia de Barcelona.

## Obras
- Lo último que vieron sus ojos
- Insensatez
- La reina de la noche (editado por Gato Negro, ediciones)
- Contemplaciones
- El diccionario de Diogenes
- Espejo mirándose en un hombre
- Manual del corrupto perfecto
- El vendedor de indulgencias (e-book, editorial Altera)